# Toaleta Wenus (obraz Francesca Albaniego)
Toaleta Wenus – obraz stworzony w 1620 roku przez włoskiego malarza barokowego, Francesca Albani.
Obraz należy do cyklu Dzieje Wenus, składającego się z czterech tond, które artysta stworzył dla kardynała Scipione Borghese. Malarz przedstawił idylliczną scenę umieszczoną w zalanym światłem pejzażu. Ukazane niemal jako dzieci gracje są symbolem radości życia. Obraz znajduje się w Galerii Borghese w Rzymie.